# Distretto di Sapanca

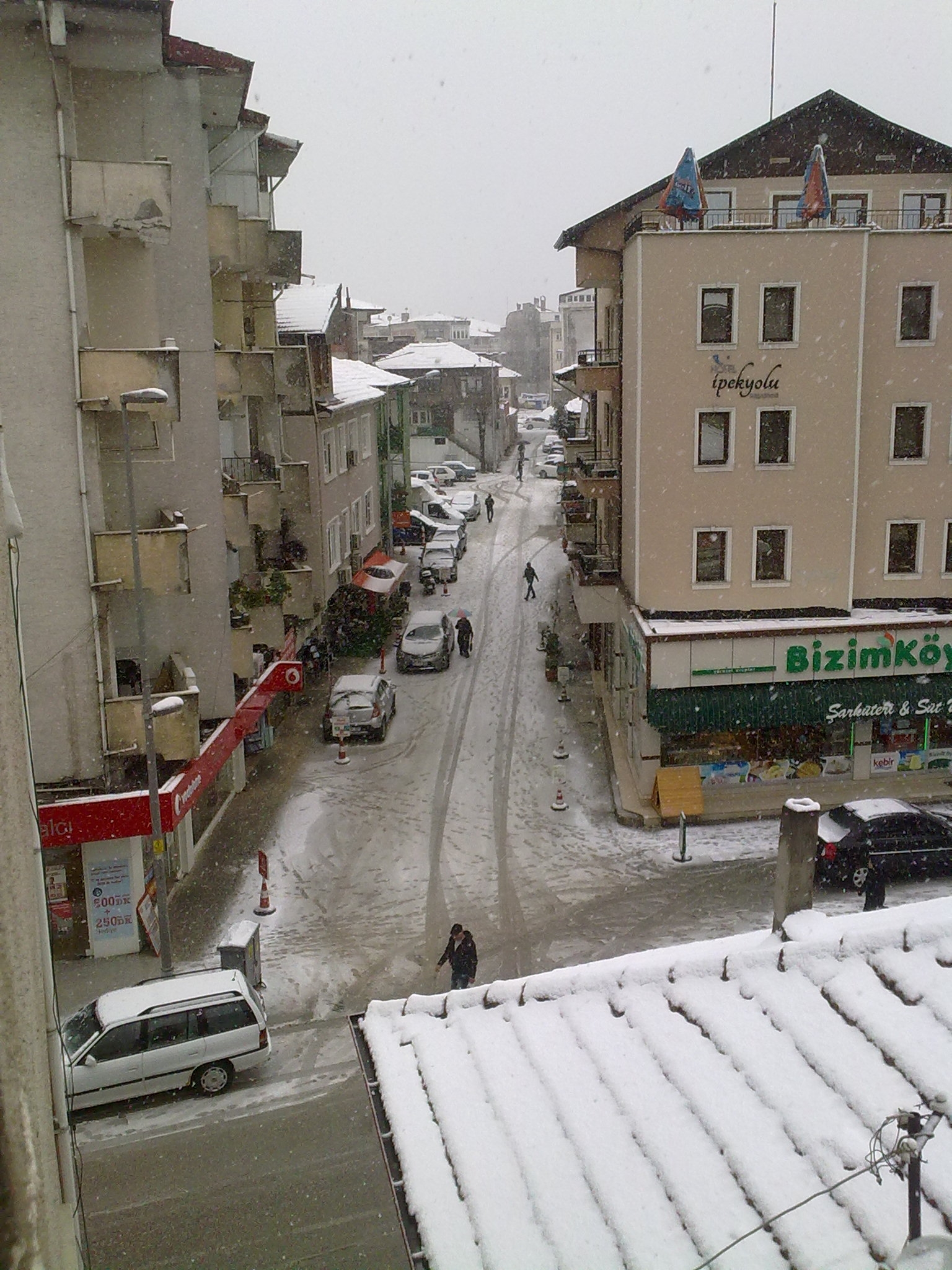
Sapanca city center

Il distretto di Sapanca (in turco Sapanca ilçesi) è uno dei distretti della provincia di Sakarya, in Turchia. 
Sapanca è recentemente diventata una destinazione turistica, grazie al suo splendido ambiente naturale e al suo lago, chiamato Sapanca Gölü, nonché alla sua vicinanza a Istanbul e alla città di İzmit, nota anche come Kocaeli. La città ha una serie di hotel e resort.